# ارنست بی. شودزاک
ارنست بومانت شودزاک (انگلیسی: Ernest Beaumont Schoedsack؛ ۸ ژوئن ۱۸۹۳ – ۲۳ دسامبر ۱۹۷۹) یک تهیه‌کننده، کارگردان و فیلم‌بردار جنگی اهل ایالات متحده آمریکا بود. او بیشتر با مریان سی کوپر همکاری داشت. آنها نخستین فیلم خود را با نام علف به صورت مستند در سال ۱۹۲۵ در ایران و از کوچ اهالی بختیاری ساختند.
از مهمترین فیلم های آنها میتوان به کینگ کونگ و دکتر سایکلاپس اشاره کرد.

## زندگی نامه
ارنست بومانت شودزاک در هشتم ژوئن سال ۱۸۹۳ در آیووا متولد شد. وقتی چهارده ساله بود از خانه فرار کرد. سپس مدتی به عنوان فیلمبردار در جنگ جهانی اول فعالیت کرد. سپس نخستین فیلم خود با نام علف را ساخت و پابه عرصه هالیوود گذاشت. شودزاک که سالها از مشکل بینایی رنج میبرد در سال های پایانی عمر خود با کوری مواجه شد. سرانجام در سال 1979 در گذشت. 

## فیلم‌شناسی
- علف (۱۹۲۵)
- چنگ (۱۹۲۷)
- The Four Feathers (1929)
- Rango (1931)
- The Most Dangerous Game (۱۹۳۲)
- پنجه میمون (۱۹۳۳)
- کینگ کونگ (۱۹۳۳)
- Blind Adventure (1933)
- Son of Kong (1933)
- Long Lost Father (1934)
- The Last Days of Pompeii (1935)
- Trouble in Morocco (1937)
- Outlaws of the Orient (1937)
- دکتر سایکلاپس (۱۹۴۰)
- Mighty Joe Young (1949)